# Poker Masters 2021

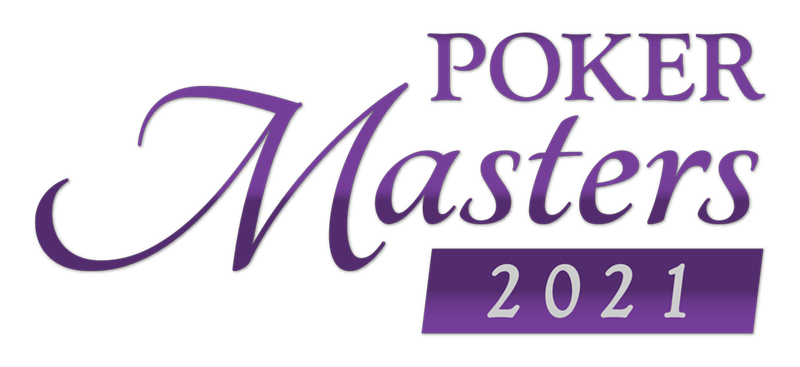
Logo der Poker Masters 2021

Die Poker Masters 2021 waren die sechste Austragung dieser Pokerturnierserie und wurden von Poker Central veranstaltet. Die zwölf High-Roller-Turniere mit Buy-ins von mindestens 10.000 US-Dollar wurden vom 7. bis 19. September 2021 im PokerGO Studio im Aria Resort & Casino in Paradise am Las Vegas Strip ausgespielt.

## Struktur

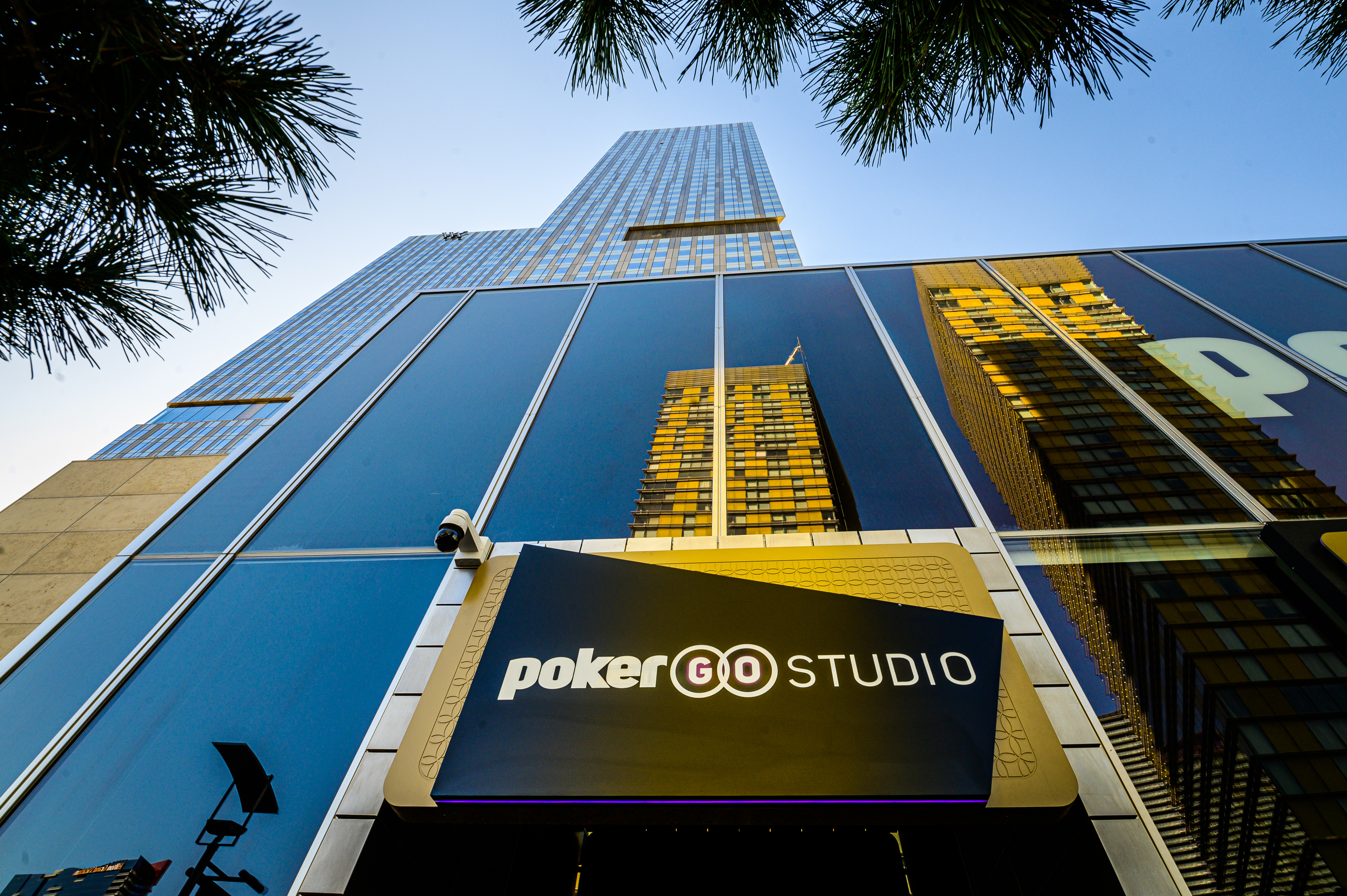
Das PokerGO Studio im Aria Resort & Casino (2019)

Neun der zwölf Turniere wurden in der Variante No Limit Hold’em ausgetragen. Zwei Events wurden in Pot Limit Omaha sowie ein Event in 8-Game gespielt. Aufgrund des hohen Buy-ins waren bei den Turnieren lediglich die weltbesten Pokerspieler sowie reiche Geschäftsmänner anzutreffen. Aufgrund der COVID-19-Pandemie bestand das Teilnehmerfeld als Folge der Einreisebeschränkungen fast ausschließlich aus US-Amerikanern, zudem gab es erstmals eine Pflicht zum Tragen einer Alltagsmaske bei einer Turnierserie im Aria. Michael Addamo sammelte über alle Turniere hinweg die meisten Punkte und erhielt ein violettes Sakko, das sogenannte Poker Masters Purple Jacket™, sowie 50.000 US-Dollar. Die Turnierserie war Teil der PokerGO Tour, zu der auch weitere Turnierserien und eintägige High-Roller-Turniere im Aria Resort & Casino, Wynn Las Vegas, Venetian Resort Hotel, Rio All-Suite Hotel and Casino und Hotel Bellagio am Las Vegas Strip sowie in Los Angeles, Hollywood und im nordzyprischen Kyrenia sowie tschechischen Rozvadov zählten. Die meisten Finaltische dieser Tour, u. a. alle der Poker Masters, wurden auf der Streaming-Plattform PokerGO gezeigt, auf der ein kostenpflichtiges Abonnement nötig ist. Der erfolgreichste Spieler der Tour erhielt eine zusätzliche Prämie von 200.000 US-Dollar.

## Turniere

### Übersicht
| #  | Turnierbeginn | Buy-in (in $) | Variante         | Teilnehmer | Sieger              | Herkunft               | Preisgeld (in $) |
| -- | ------------- | ------------- | ---------------- | ---------- | ------------------- | ---------------------- | ---------------- |
| 1  | 7. Sep. 2021  | 010.000       | No Limit Hold’em | 82         | Shannon Shorr       | Vereinigte Staaten     | 0.205.000        |
| 2  | 8. Sep. 2021  | 010.000       | No Limit Hold’em | 86         | Sean Perry          | Vereinigte Staaten     | 0.206.400        |
| 3  | 9. Sep. 2021  | 010.000       | Pot Limit Omaha  | 69         | Adam Hendrix        | Vereinigte Staaten     | 0.186.300        |
| 4  | 10. Sep. 2021 | 010.000       | No Limit Hold’em | 73         | Brock Wilson        | Vereinigte Staaten     | 0.189.800        |
| 5  | 11. Sep. 2021 | 010.000       | No Limit Hold’em | 66         | Daniel Negreanu     | Kanada                 | 0.178.200        |
| 6  | 12. Sep. 2021 | 010.000       | 8-Game           | 30         | Maxx Coleman        | Vereinigte Staaten     | 0.120.000        |
| 7  | 13. Sep. 2021 | 010.000       | No Limit Hold’em | 68         | Stephen Chidwick    | Vereinigtes Konigreich | 0.183.600        |
| 8  | 14. Sep. 2021 | 025.000       | No Limit Hold’em | 57         | Chris Brewer        | Vereinigte Staaten     | 0.427.500        |
| 9  | 15. Sep. 2021 | 025.000       | Pot Limit Omaha  | 43         | Miles Rampel        | Vereinigte Staaten     | 0.365.500        |
| 10 | 16. Sep. 2021 | 025.000       | No Limit Hold’em | 38         | Mikita Badsjakouski | Belarus                | 0.342.000        |
| 11 | 17. Sep. 2021 | 050.000       | No Limit Hold’em | 34         | Michael Addamo      | Australien             | 0.680.000        |
| 12 | 18. Sep. 2021 | 100.000       | No Limit Hold’em | 29         | Michael Addamo      | Australien             | 1.160.000        |

### #1 – No Limit Hold’em

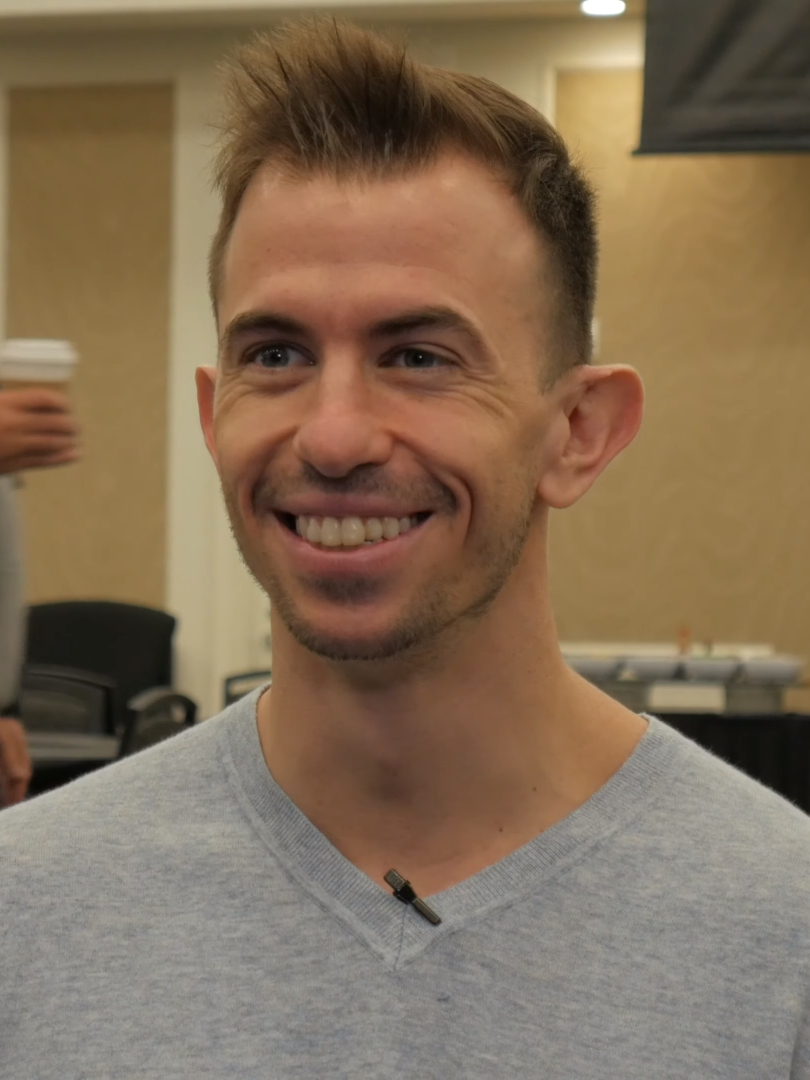
Shannon Shorr (2019)

Das erste Event wurde am 7. und 8. September 2021 in No Limit Hold’em gespielt. 82 Teilnehmer zahlten den Buy-in von 10.000 US-Dollar.
| Platz | Herkunft           | Spieler            | Preisgeld (in $) | Punkte |
| ----- | ------------------ | ------------------ | ---------------- | ------ |
| 1     | Vereinigte Staaten | Shannon Shorr      | 205.000          | 205    |
| 2     | Vereinigte Staaten | David Peters       | 147.600          | 148    |
| 3     | Vereinigte Staaten | Dylan DeStefano    | 098.400          | 098    |
| 4     | Vereinigte Staaten | Brock Wilson       | 082.000          | 082    |
| 5     | Vereinigte Staaten | Jonathan Jaffe     | 065.600          | 066    |
| 6     | Vereinigte Staaten | John Riordan       | 049.200          | 049    |
| 7     | Vereinigte Staaten | Ben Yu             | 041.000          | 041    |
| 8     | Vereinigte Staaten | Sean Perry         | 032.800          | 033    |
| 9     | Vereinigte Staaten | Nitis Udornpim     | 032.800          | 033    |
| 10    | Vereinigte Staaten | James Collopy      | 024.600          | 025    |
| 11    | Vereinigte Staaten | Mitchell Halverson | 024.600          | 025    |
| 12    | Vereinigte Staaten | Darren Elias       | 016.400          | 016    |

### #2 – No Limit Hold’em

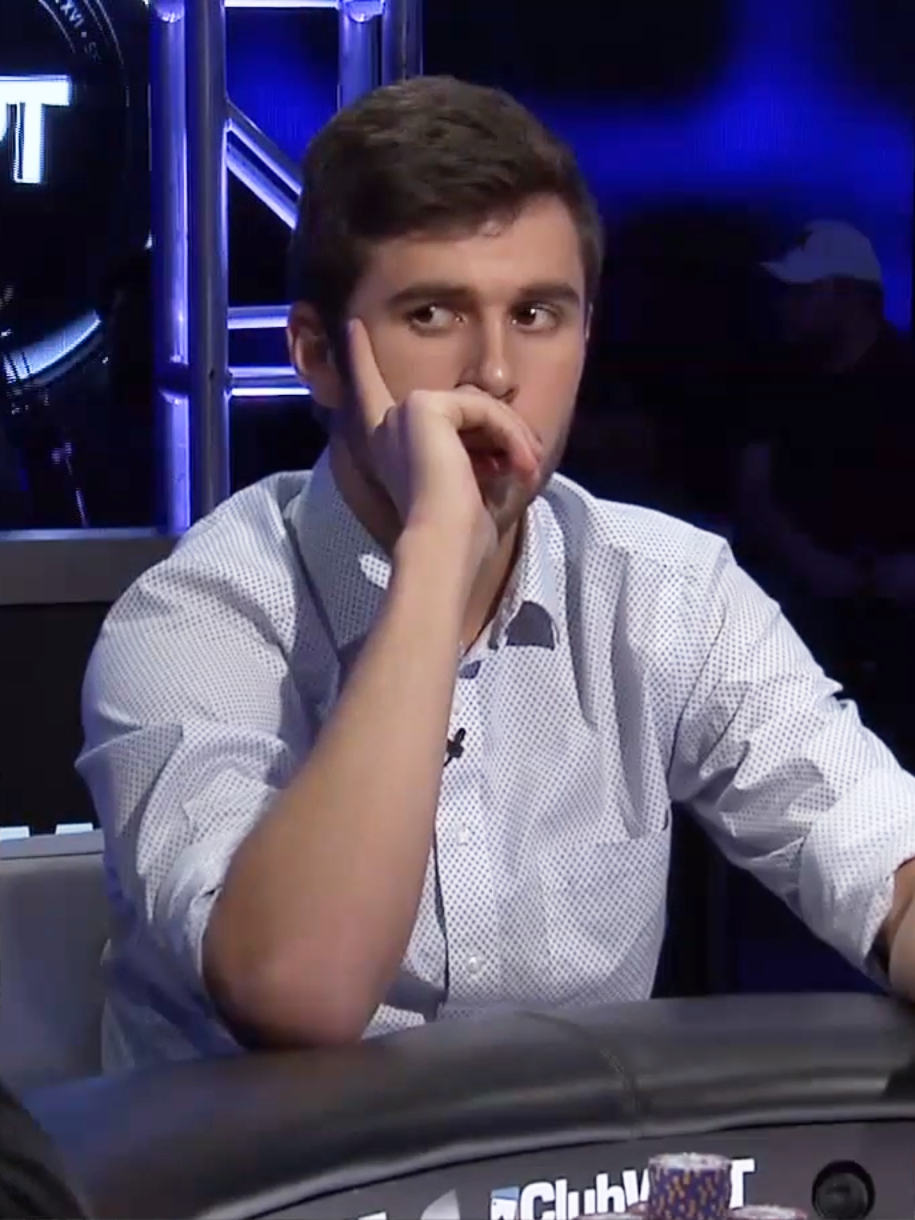
Sean Perry (2017)

Das zweite Event wurde am 8. und 9. September 2021 in No Limit Hold’em gespielt. 86 Teilnehmer zahlten den Buy-in von 10.000 US-Dollar.
| Platz | Herkunft           | Spieler         | Preisgeld (in $) | Punkte |
| ----- | ------------------ | --------------- | ---------------- | ------ |
| 1     | Vereinigte Staaten | Sean Perry      | 206.400          | 206    |
| 2     | Vereinigte Staaten | Jeremy Ausmus   | 146.200          | 146    |
| 3     | Kanada             | Daniel Negreanu | 103.200          | 103    |
| 4     | Vereinigte Staaten | Jake Schindler  | 086.000          | 086    |
| 5     | Vereinigte Staaten | Sam Soverel     | 068.800          | 069    |
| 6     | Vereinigte Staaten | John Riordan    | 051.600          | 052    |
| 7     | Vereinigte Staaten | James Romero    | 043.000          | 043    |
| 8     | Vereinigte Staaten | Jason Koon      | 034.400          | 034    |
| 9     | Vereinigte Staaten | Erik Seidel     | 034.400          | 034    |
| 10    | Vereinigte Staaten | Ap Garza        | 025.800          | 026    |
| 11    | Vereinigte Staaten | Metin Aksoy     | 025.800          | 026    |
| 12    | Vereinigte Staaten | Jonathan Jaffe  | 017.200          | 017    |
| 13    | Vereinigte Staaten | James Collopy   | 017.200          | 017    |

### #3 – Pot Limit Omaha
Das dritte Event wurde am 9. und 10. September 2021 in Pot Limit Omaha gespielt. 69 Teilnehmer zahlten den Buy-in von 10.000 US-Dollar.
| Platz | Herkunft           | Spieler          | Preisgeld (in $) | Punkte |
| ----- | ------------------ | ---------------- | ---------------- | ------ |
| 1     | Vereinigte Staaten | Adam Hendrix     | 186.300          | 186    |
| 2     | Vereinigte Staaten | Matthew Wantman  | 138.000          | 138    |
| 3     | Vereinigte Staaten | Jake Daniels     | 089.700          | 090    |
| 4     | Vereinigte Staaten | Brent Roberts    | 069.000          | 069    |
| 5     | Vereinigte Staaten | Jake Schindler   | 055.200          | 055    |
| 6     | Vereinigte Staaten | Chris Brewer     | 041.400          | 041    |
| 7     | Vereinigte Staaten | Erik Seidel      | 034.500          | 035    |
| 8     | Vereinigte Staaten | Frank Crivello   | 027.600          | 028    |
| 9     | Vereinigte Staaten | Sandeep Pulusani | 027.600          | 028    |
| 10    | Vereinigte Staaten | John Riordan     | 020.700          | 021    |

### #4 – No Limit Hold’em
Das vierte Event wurde am 10. und 11. September 2021 in No Limit Hold’em gespielt. 73 Teilnehmer zahlten den Buy-in von 10.000 US-Dollar.
| Platz | Herkunft           | Spieler         | Preisgeld (in $) | Punkte |
| ----- | ------------------ | --------------- | ---------------- | ------ |
| 1     | Vereinigte Staaten | Brock Wilson    | 189.800          | 190    |
| 2     | Vereinigte Staaten | Elio Fox        | 138.700          | 139    |
| 3     | Vereinigte Staaten | Brek Schutten   | 094.900          | 095    |
| 4     | Vereinigte Staaten | Chad Eveslage   | 073.000          | 073    |
| 5     | Vereinigte Staaten | Sam Soverel     | 058.400          | 058    |
| 6     | Vereinigte Staaten | Nick Petrangelo | 043.800          | 044    |
| 7     | Vereinigte Staaten | Shawn Daniels   | 036.500          | 037    |
| 8     | Vereinigte Staaten | Steve Zolotow   | 029.200          | 029    |
| 9     | Vereinigte Staaten | David Coleman   | 021.900          | 022    |
| 10    | Vereinigte Staaten | Aram Zobian     | 021.900          | 022    |
| 11    | Vereinigte Staaten | Chris Brewer    | 021.900          | 022    |

### #5 – No Limit Hold’em

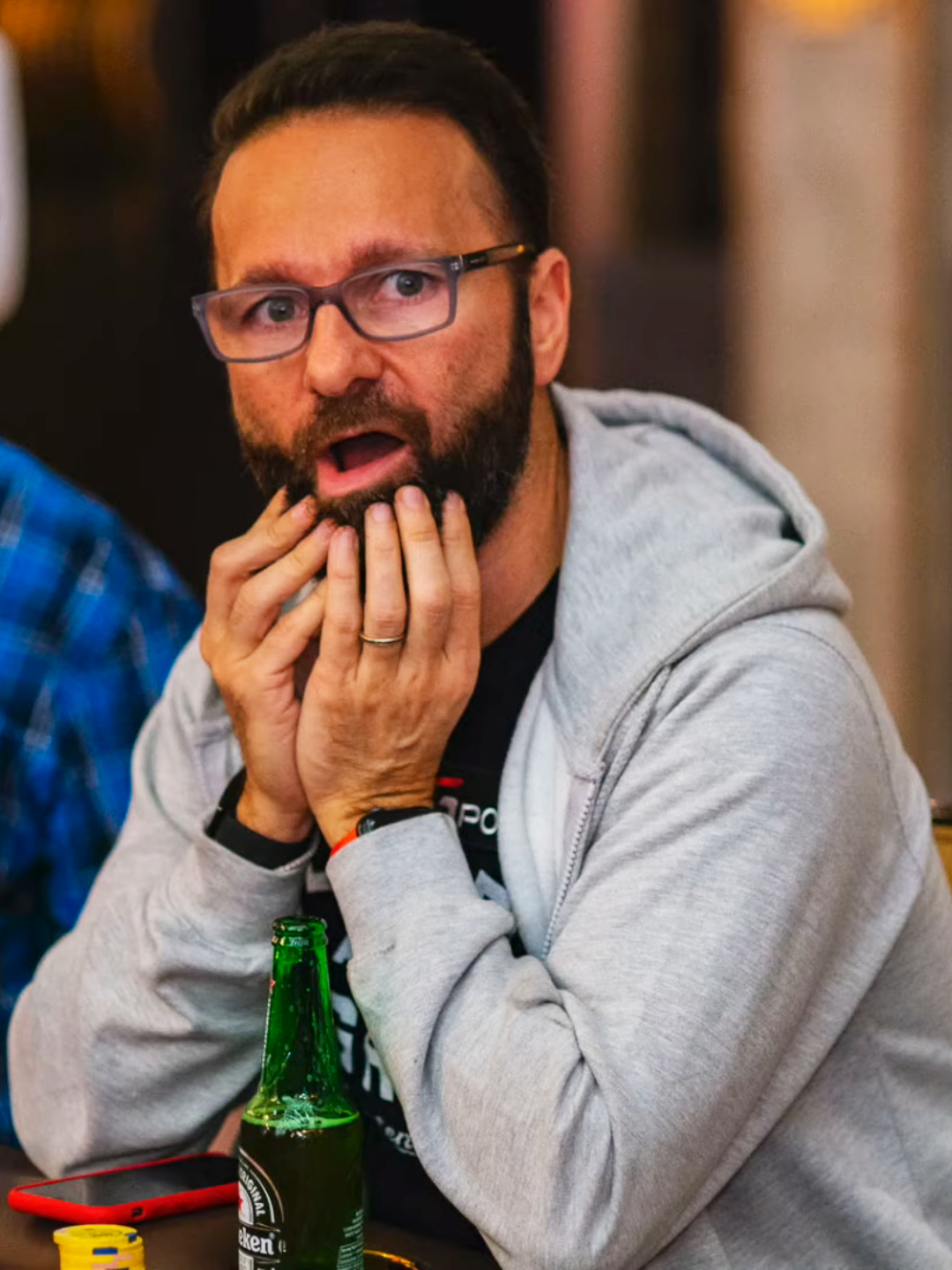
Daniel Negreanu (2021)

Das fünfte Event wurde am 11. und 12. September 2021 in No Limit Hold’em gespielt. 66 Teilnehmer zahlten den Buy-in von 10.000 US-Dollar.
| Platz | Herkunft           | Spieler         | Preisgeld (in $) | Punkte |
| ----- | ------------------ | --------------- | ---------------- | ------ |
| 1     | Kanada             | Daniel Negreanu | 178.200          | 178    |
| 2     | Vereinigte Staaten | Nick Petrangelo | 132.000          | 132    |
| 3     | Vereinigte Staaten | Vikenty Shegal  | 085.800          | 086    |
| 4     | Vereinigte Staaten | Jake Daniels    | 066.000          | 066    |
| 5     | Vereinigte Staaten | Jeffrey Trudeau | 052.800          | 053    |
| 6     | Vereinigte Staaten | Barry Hutter    | 039.600          | 040    |
| 7     | Vereinigte Staaten | Justin Saliba   | 033.000          | 033    |
| 8     | Vereinigte Staaten | Dylan DeStefano | 026.400          | 026    |
| 9     | Vereinigte Staaten | Cary Katz       | 026.400          | 026    |
| 10    | Vereinigte Staaten | Jake Schindler  | 019.800          | 020    |

### #6 – 8-Game
Das sechste Event wurde am 12. und 13. September 2021 in 8-Game gespielt. 30 Teilnehmer zahlten den Buy-in von 10.000 US-Dollar.
| Platz | Herkunft               | Spieler          | Preisgeld (in $) | Punkte |
| ----- | ---------------------- | ---------------- | ---------------- | ------ |
| 1     | Vereinigte Staaten     | Maxx Coleman     | 120.000          | 120    |
| 2     | Vereinigte Staaten     | Chad Eveslage    | 078.000          | 078    |
| 3     | Vereinigtes Konigreich | Stephen Chidwick | 048.000          | 048    |
| 4     | Schweden               | Erik Sagström    | 033.000          | 033    |
| 5     | Vereinigte Staaten     | Jeremy Ausmus    | 021.000          | 021    |

### #7 – No Limit Hold’em

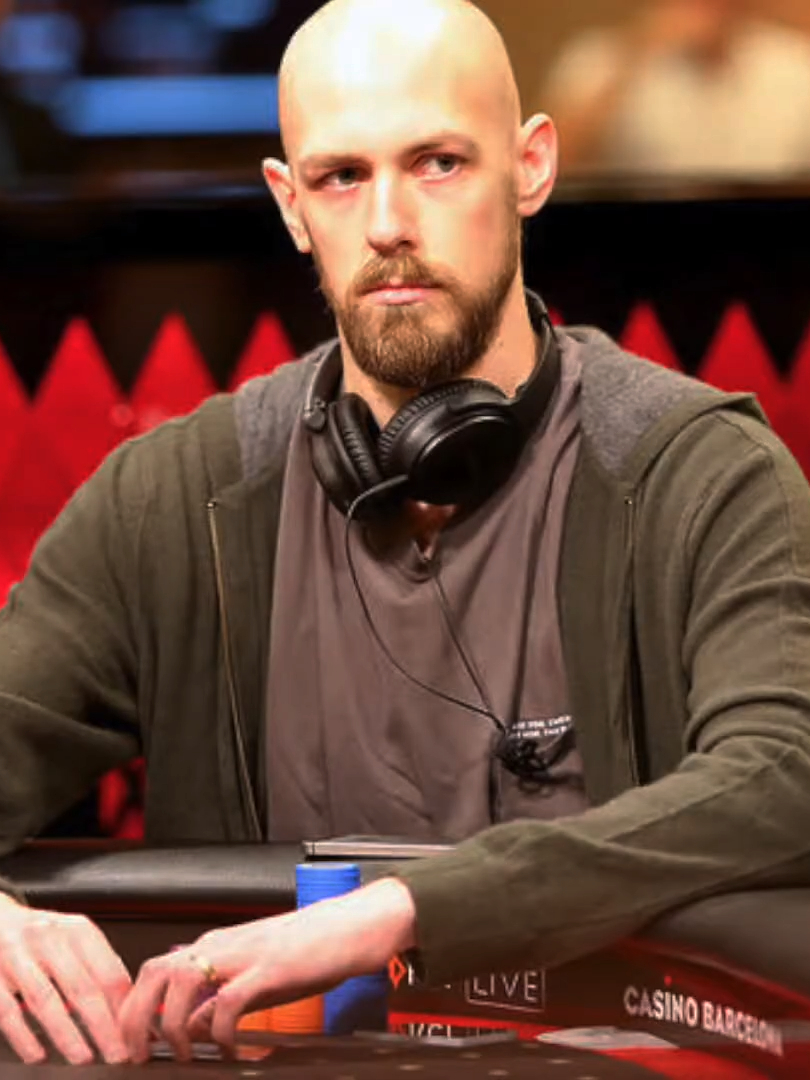
Stephen Chidwick (2018)

Das siebte Event wurde am 13. und 14. September 2021 in No Limit Hold’em gespielt. 68 Teilnehmer zahlten den Buy-in von 10.000 US-Dollar.
| Platz | Herkunft               | Spieler          | Preisgeld (in $) | Punkte |
| ----- | ---------------------- | ---------------- | ---------------- | ------ |
| 1     | Vereinigtes Konigreich | Stephen Chidwick | 183.600          | 184    |
| 2     | Vereinigte Staaten     | Dylan DeStefano  | 136.000          | 136    |
| 3     | Vereinigte Staaten     | Ap Garza         | 088.400          | 088    |
| 4     | Vereinigte Staaten     | Brek Schutten    | 068.000          | 068    |
| 5     | Vereinigte Staaten     | Dan Smith        | 054.400          | 054    |
| 6     | Vereinigte Staaten     | Sean Perry       | 040.800          | 041    |
| 7     | Vereinigte Staaten     | Shawn Daniels    | 034.000          | 034    |
| 8     | Vereinigte Staaten     | Jeffrey Trudeau  | 027.200          | 027    |
| 9     | Vereinigte Staaten     | Matthew Wantman  | 027.200          | 027    |
| 10    | Vereinigte Staaten     | Ben Yu           | 020.400          | 020    |

### #8 – No Limit Hold’em

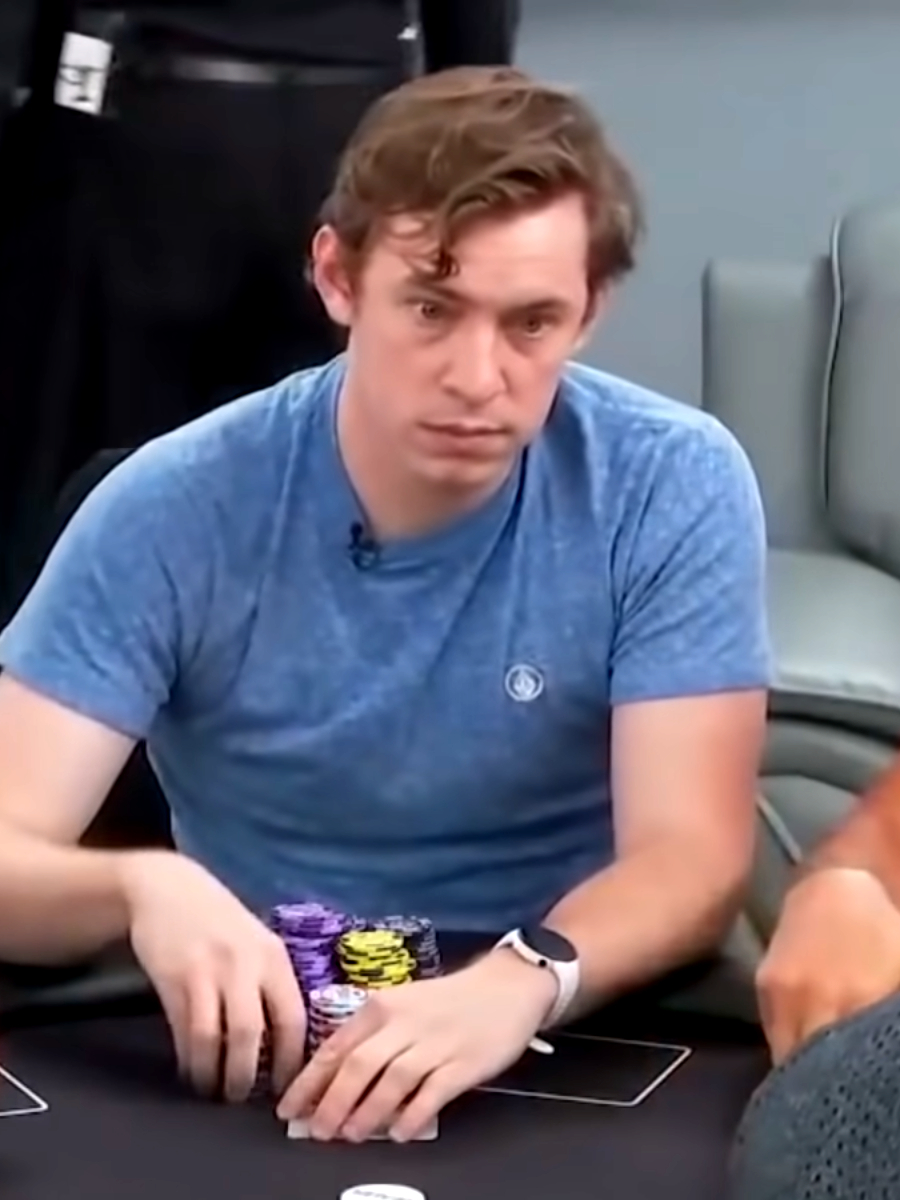
Chris Brewer (2021)

Das achte Event wurde am 14. und 15. September 2021 in No Limit Hold’em gespielt. 57 Teilnehmer zahlten den Buy-in von 25.000 US-Dollar.
| Platz | Herkunft           | Spieler         | Preisgeld (in $) | Punkte |
| ----- | ------------------ | --------------- | ---------------- | ------ |
| 1     | Vereinigte Staaten | Chris Brewer    | 427.500          | 257    |
| 2     | Vereinigte Staaten | Darren Elias    | 285.000          | 171    |
| 3     | Vereinigte Staaten | Ap Garza        | 199.500          | 120    |
| 4     | Vereinigte Staaten | Brock Wilson    | 142.500          | 086    |
| 5     | Vereinigte Staaten | John Riordan    | 114.000          | 068    |
| 6     | Vereinigte Staaten | Matthew Wantman | 085.500          | 051    |
| 7     | Vereinigte Staaten | Alex Foxen      | 071.250          | 043    |
| 8     | Vereinigte Staaten | Ian O’Hara      | 057.000          | 034    |
| 9     | Israel             | Eliran Yamin    | 042.750          | 026    |

### #9 – Pot Limit Omaha
Das neunte Event wurde am 15. und 16. September 2021 in Pot Limit Omaha gespielt. 43 Teilnehmer zahlten den Buy-in von 25.000 US-Dollar.
| Platz | Herkunft               | Spieler          | Preisgeld (in $) | Punkte |
| ----- | ---------------------- | ---------------- | ---------------- | ------ |
| 1     | Vereinigte Staaten     | Miles Rampel     | 365.500          | 219    |
| 2     | Vereinigte Staaten     | Ap Garza         | 236.500          | 142    |
| 3     | Vereinigte Staaten     | Sean Winter      | 161.250          | 097    |
| 4     | Vereinigte Staaten     | Ben Lamb         | 118.250          | 071    |
| 5     | Vereinigte Staaten     | Jeremy Ausmus    | 086.000          | 052    |
| 6     | Vereinigtes Konigreich | Stephen Chidwick | 064.500          | 039    |
| 7     | Vereinigte Staaten     | Jake Daniels     | 043.000          | 026    |

### #10 – No Limit Hold’em

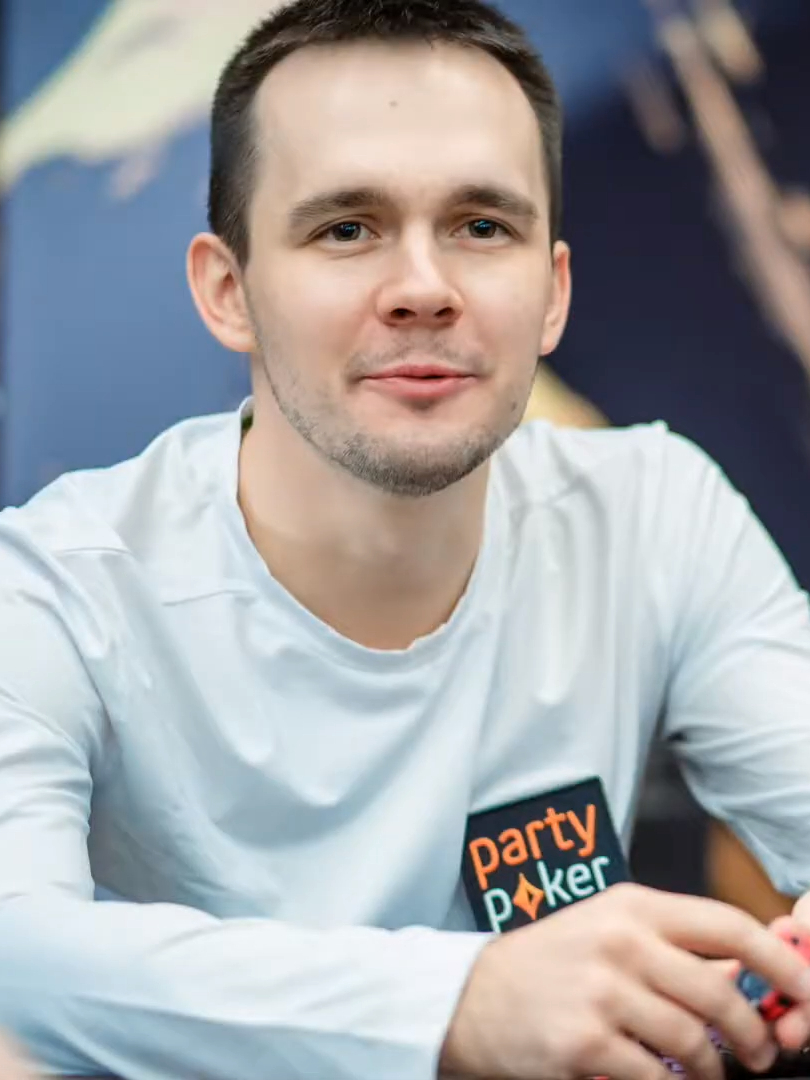
Mikita Badsjakouski (2020)

Das zehnte Event wurde am 16. und 17. September 2021 in No Limit Hold’em gespielt. 38 Teilnehmer zahlten den Buy-in von 25.000 US-Dollar.
| Platz | Herkunft                | Spieler             | Preisgeld (in $) | Punkte |
| ----- | ----------------------- | ------------------- | ---------------- | ------ |
| 1     | Belarus                 | Mikita Badsjakouski | 342.000          | 205    |
| 2     | Vereinigte Staaten      | Seth Davies         | 228.000          | 137    |
| 3     | Kanada                  | Daniel Negreanu     | 152.000          | 091    |
| 4     | Bosnien und Herzegowina | Almedin Imširović   | 104.500          | 063    |
| 5     | Vereinigte Staaten      | Jason Koon          | 076.000          | 046    |
| 6     | Vereinigte Staaten      | Chris Brewer        | 047.500          | 029    |

### #11 – No Limit Hold’em

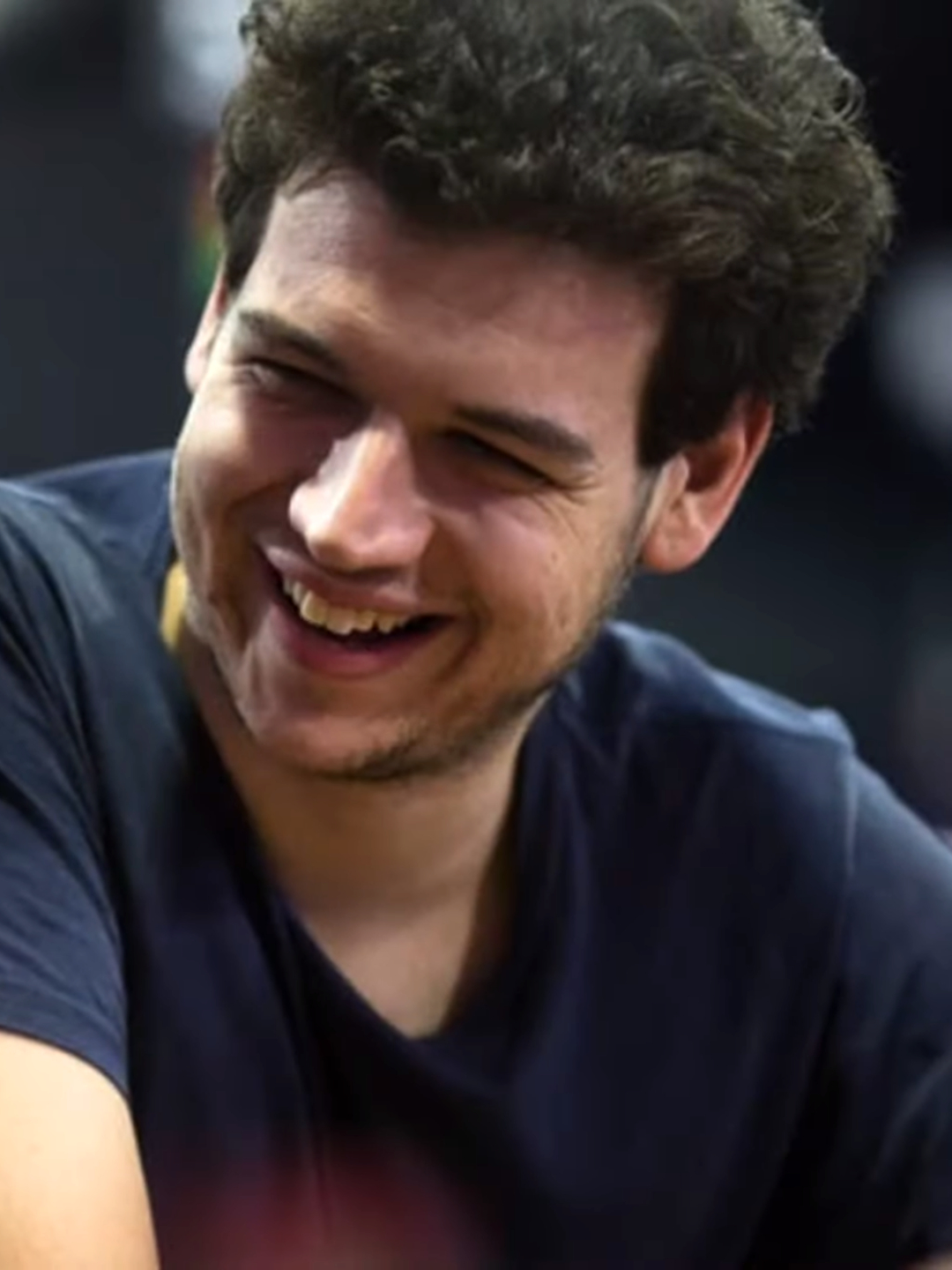
Michael Addamo (2017)

Das elfte Event wurde am 17. und 18. September 2021 in No Limit Hold’em gespielt. 34 Teilnehmer zahlten den Buy-in von 50.000 US-Dollar.
| Platz | Herkunft           | Spieler        | Preisgeld (in $) | Punkte |
| ----- | ------------------ | -------------- | ---------------- | ------ |
| 1     | Australien         | Michael Addamo | 680.000          | 408    |
| 2     | Vereinigte Staaten | Jason Koon     | 442.000          | 265    |
| 3     | Vereinigte Staaten | David Coleman  | 272.000          | 163    |
| 4     | Vereinigte Staaten | Alex Foxen     | 187.000          | 112    |
| 5     | Vereinigte Staaten | Cary Katz      | 119.000          | 071    |

### #12 – No Limit Hold’em
Das Main Event wurde am 18. und 19. September 2021 in No Limit Hold’em gespielt. 29 Teilnehmer zahlten den Buy-in von 100.000 US-Dollar.
| Platz | Herkunft           | Spieler             | Preisgeld (in $) | Punkte |
| ----- | ------------------ | ------------------- | ---------------- | ------ |
| 1     | Australien         | Michael Addamo      | 1.160.000        | 400    |
| 2     | Vereinigte Staaten | Nick Petrangelo     | 0.754.000        | 226    |
| 3     | Vereinigte Staaten | Alex Foxen          | 0.464.000        | 139    |
| 4     | Hongkong           | Stanley Tang        | 0.319.000        | 096    |
| 5     | Belarus            | Mikita Badsjakouski | 0.203.000        | 061    |

## Purple Jacket

### Punktesystem
Jeder Spieler, der bei einem der zwölf Turniere in den Preisrängen landete, sammelte zusätzlich zum Preisgeld Punkte. Das Punktesystem orientierte sich während der gesamten PokerGO Tour am Buy-in und dem gewonnenen Preisgeld. Es wurde zu ganzen Punkten gerundet.

### Endstand

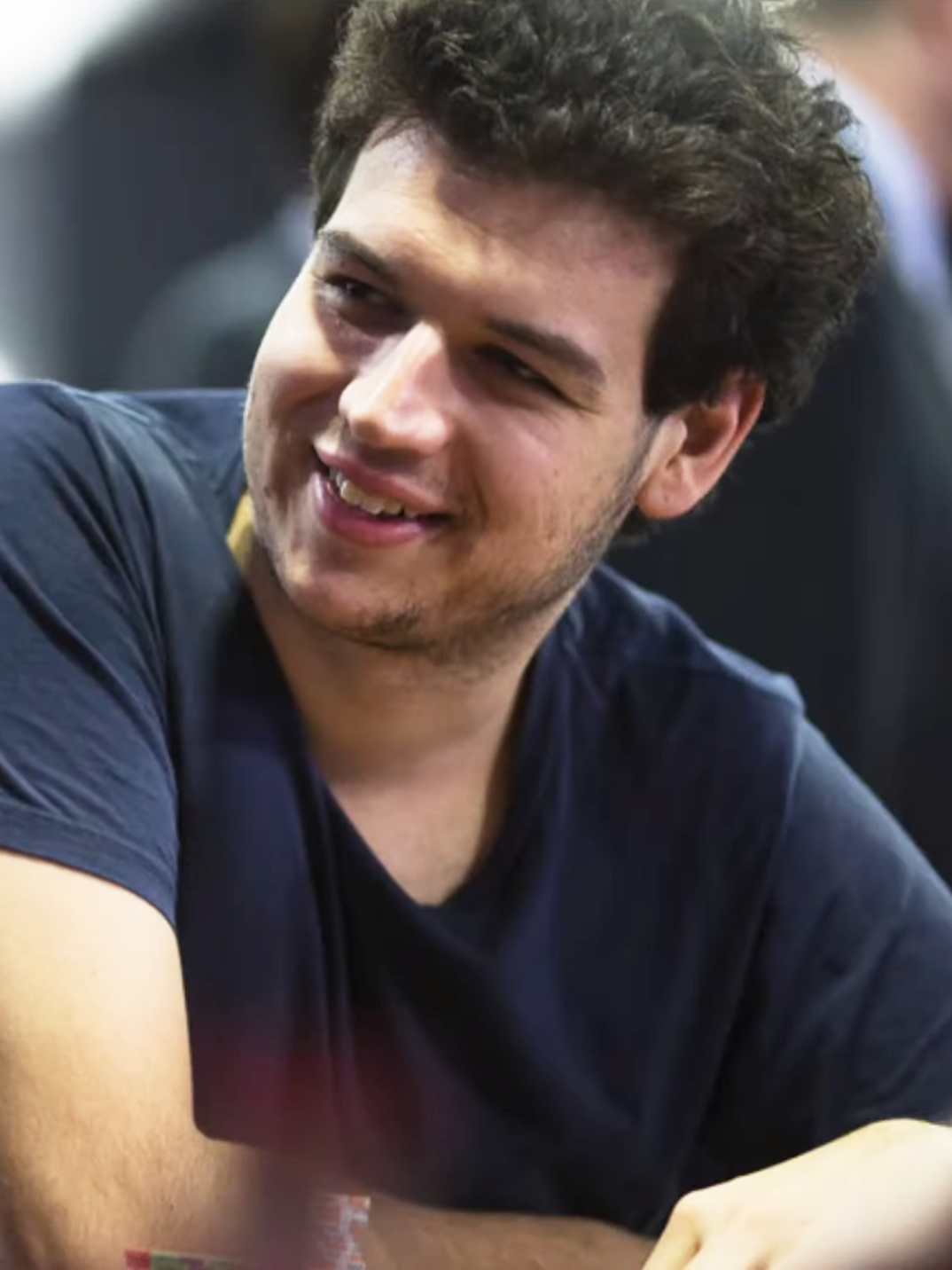
Michael Addamo (2017)

Bei Punktgleichheit war das gewonnene Preisgeld maßgeblich. Michael Addamo gewann die letzten beiden Turniere, was ihm Preisgelder von 1,84 Millionen US-Dollar einbrachte.
| Platz | Herkunft               | Spieler          | Punkte | Preisgeld (in $) | Cashes | Siege |
| ----- | ---------------------- | ---------------- | ------ | ---------------- | ------ | ----- |
| 1     | Australien             | Michael Addamo   | 808    | 1.840.000        | 2      | 2     |
| 2     | Vereinigte Staaten     | Nick Petrangelo  | 402    | 0.929.800        | 3      | 0     |
| 3     | Vereinigte Staaten     | Ap Garza         | 376    | 0.550.200        | 4      | 0     |
| 4     | Kanada                 | Daniel Negreanu  | 372    | 0.433.400        | 3      | 1     |
| 5     | Vereinigte Staaten     | Brock Wilson     | 358    | 0.414.300        | 3      | 1     |
| 6     | Vereinigte Staaten     | Chris Brewer     | 349    | 0.538.300        | 4      | 1     |
| 7     | Vereinigte Staaten     | Jason Koon       | 345    | 0.552.400        | 3      | 0     |
| 8     | Vereinigte Staaten     | Alex Foxen       | 294    | 0.722.250        | 3      | 0     |
| 9     | Vereinigte Staaten     | Sean Perry       | 280    | 0.280.000        | 3      | 1     |
| 10    | Vereinigtes Konigreich | Stephen Chidwick | 271    | 0.296.100        | 3      | 1     |